# HD 153950 b
HD 153950 b (Trimobe) – planeta pozasłoneczna typu gazowy olbrzym położona w gwiazdozbiorze Skorpiona, orbitująca wokół gwiazdy HD 153950 (Rapeto) znajdującej się w odległości 161,8 ± 5,9 lat świetlnych od Słońca. Odkryta 26 października 2008 w ramach programu HARPS za pomocą teleskopu w obserwatorium La Silla na krańcach pustyni Atakama w Chile. 
HD 153950 b krąży wokół swej macierzystej gwiazdy w średniej odległości 1,28 au, zbliżając się na 0,84 i oddalając do 1,72 au, co świadczy o ekscentryczności na poziomie 0,34. Jedno okrążenie zajmuje jej 499 dni.
Choć masę planety podaje się na około 2,73 mas Jowisza, faktycznie jest to jedynie jej minimalna możliwa masa, ze względu na nieznajomość inklinacji HD 153950 b.

## Nazwa
Planeta ma nazwę własną Trimobe, pochodzącą od bogatego ogra z opowieści Malgaszy. Nazwa została wyłoniona w konkursie zorganizowanym w 2019 roku przez Międzynarodową Unię Astronomiczną w ramach stulecia istnienia organizacji. Uczestnicy z Madagaskaru mogli wybrać nazwę dla tej planety. Spośród nadesłanych propozycji zwyciężyła nazwa Trimobe dla planety i Rapeto dla gwiazdy.